# السبوع والمالكي
قرية السبوع والمالكي هي إحدى القرى التابعة لمركز أسوان في محافظة أسوان في جمهورية مصر العربية.